# Tour Einstein
La tour Einstein (Einsteinturm en allemand) est une tour d'architecture expressionniste en briques recouvertes de ciment et en béton armé, réalisée par Erich Mendelsohn entre 1917 et 1921. Elle est située à Potsdam en Allemagne, et abrite un télescope solaire. Sa construction avait pour but de permettre la  vérification des théories d'Albert Einstein.